# MS Brilliance of the Seas
Brilliance of the Seas, крузер је класе „Radiance” којом управља „Royal Caribbean International”. Дугачак је 292, а широк 39 метара и има дванаест палуба. 